# Цербе, Лукас
Лукас Цербе (нем. Lukas Zerbe; род. 7 января 1996, Лемго, Северный Рейн-Вестфалия) — немецкий гандболист, выступает за гандбольный клуб «Киль» и сборную Германии по гандболу.

## Карьера

### Клубная
С четырёхлетнего возраста Цербе занимается гандболом. В сезоне 2015/16 годов дебютировал в Бундеслиге, сыграв одну игру, а в сезоне 2016/17 годов сыграл ещё три матча. В сезоне 2017/18 годов забил свои первые пять голов в Бундеслиге, всего отыграл в 21 матче.
В сезоне 2018/19 годов иград в клубе второго дивизиона «Ферндорфе», забил 173 гола в 38 матчах. В сезоне 2019/20 годов вновь выступал за «Лемго». Выиграл Кубок Германии по футболу 2020 года. В сезоне 2020/21 годов совершил прорыв в Бундеслиге, забив 92 гола в 34 матчах. Свой первый матч за Кубок европейских чемпионов Цербе сыграл 21 сентября 2021 года в Лиге Европы ЕГФ 2021/22 годов с представителем Исландии «Валуром» из Рейкьявика. В этом соревновании со своей командой дошёл до 1/8 финала, забив 63 гола в 14 матчах.
С сезона 2024/25 годов Цербе стал играть за немецкий «Киль».

### Международная карьера в сборной
Дебютировал за первую сборную Германии 5 ноября 2021 года в матче против Португалии.
Сыграл на чемпионате Европы 2022 года, забил 9 голов в шести матчах.
На чемпионате мира 2023 года в составе сборной занял 5-е место. Принимал участие в домашнем чемпионате Европы, где немцы стали четвёртыми. Участвовал в играх чемпионата мира 2025 года, где немцы в четвертьфинале  в дополнительное время уступили Португалии.

## Личная жизнь
Лукас Цербе — племянник Фолькера Цербе, чемпиона Европы по гандболу 2004 года и рекордсмена «Лемго» по результативности. Обучался на банковского клерка, изучает бизнес-администрирование.